# Wartość znamionowa
Wartość znamionowa (nominalna) – wartość wielkości fizycznej skonstruowanego urządzenia, przy której pracuje ono zgodnie z normami lub zaleceniami producenta.
Przekroczenie tej wartości powoduje nieprawidłową pracę urządzenia, zmianę parametrów lub jego uszkodzenie.